# Yves Quérou

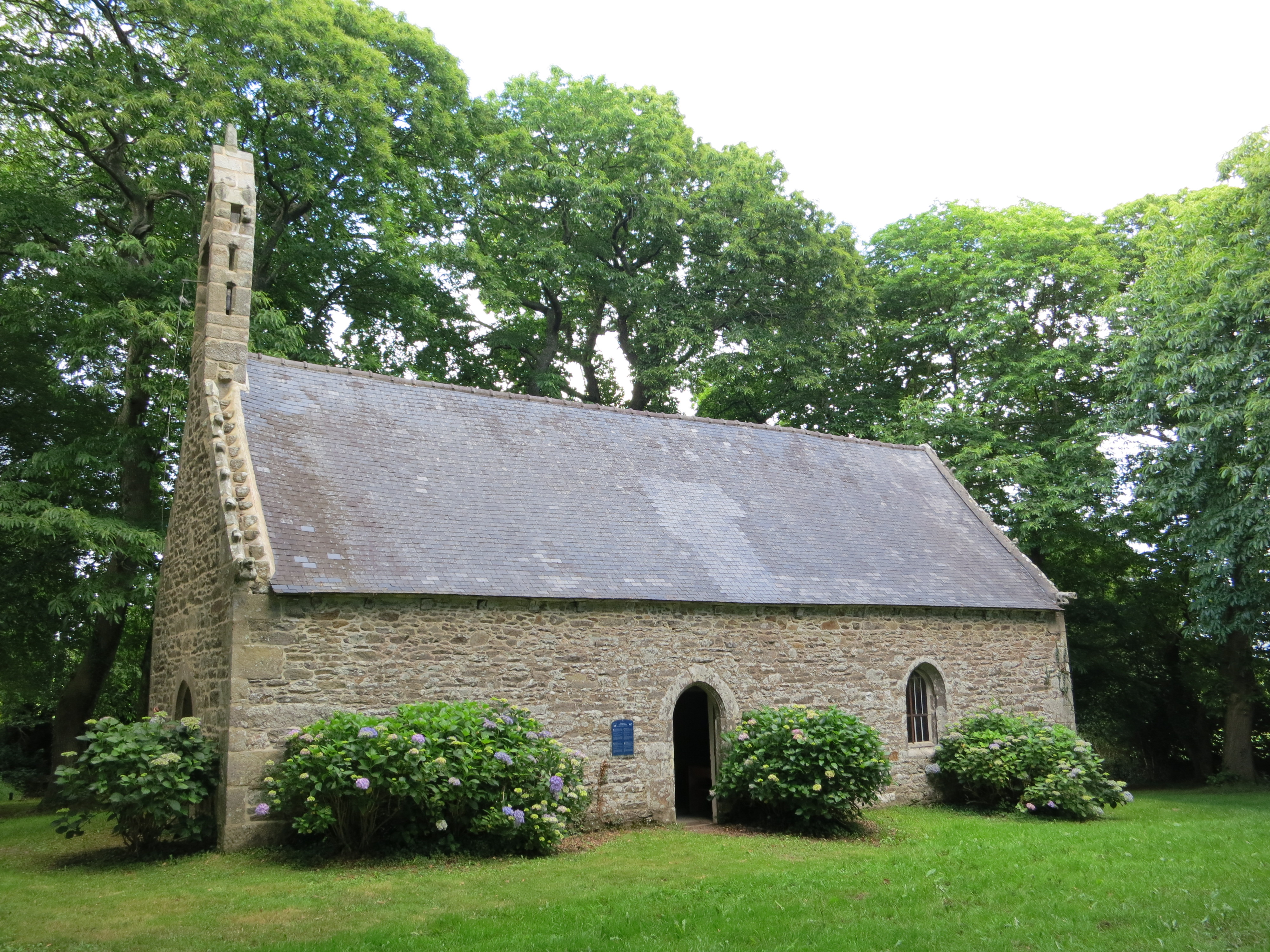
La chapelle Saint Tugdual

Yves Quérou (Erwan Kerou), né à Lescastel, en Plougonver (Côtes-d'Armor), le 27 août 1873 et mort le 9 décembre 1956, est un poète français de langue bretonne.

## Biographie
Cultivateur comme ses ancêtres, c'est vers 1906 qu'il commence à écrire des poèmes bretons qu'il a publiés dans Kroaz ar Vretoned, Ar Vro… et qui furent plusieurs fois couronnés par le Gorsedd des Bardes. Outre Emgan Alre (La Bataille d'Auray), il est l'auteur du poème intitulé Meulendi Ar Skoar en l'honneur de Jean-Marie Le Scour (le Barz Rumengol). Son œuvre chante avec lyrisme la Bretagne héroïque, la nature et l'amour et la gloire des poilus de la Grande guerre à laquelle il participe et durant laquelle il est prisonnier par les Allemands. Yves Quérou est décédé en 1956.
En décembre 2008 est publié aux éditions An Alarc'h, un recueil de textes d'Yves Quérou (Yves Quérou le barde de Plougonver / Erwan Kerou barzh Plougonveur - Pascal Leprêtre - éditions An Alarc'h 2008 - Lannion). Ce recueil présente plus de 20 textes dans leur version originale en Breton ainsi que pour chacun d'eux une traduction en français. Pour la version bretonne, les textes ont été transcris dans l'orthographe bretonne actuelle, avec la volonté de rendre les textes accessibles aux jeunes bretonnants et à leurs enseignants.
À l'occasion de la publication de ce recueil de textes d'Yves Quérou, l'émission Red An Amzer diffusée sur France 3 Ouest consacre le 22 mars 2009 un reportage à ce barde plougonverois. Cette émission peut être visionnée sur le site de l'émission.
Le 8 juillet 2012, l'Association de la Vallée du Léguer rendait également hommage à l'œuvre d'Yves Quérou lors d'une manifestation culturelle organisée à la chapelle St Tugdual de Plougonver.

Le 11 novembre 2018, à l'occasion des célébrations du centenaire de l'Armistice de la Première guerre mondiale par la commune de La Chapelle-Neuve (22), le texte En eñvor da soudarded ar Chapel-Nevez marvet er brezel (En mémoire des soldats de la Chapelle-Neuve morts à la guerre") a été lu.

### Bibliographie

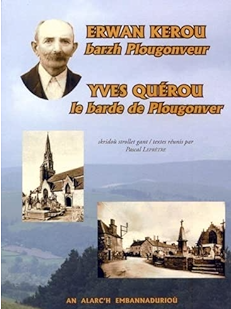
Couverture de l'ouvrage Erwan Kerou barzh Plougonveur